# 糸茅沖駅
糸茅沖駅（しぼうちゅうえき）は、中華人民共和国湖南省長沙市開福区にある3号線の駅である。

## 駅構造
- 1号線：島式ホーム1面

## 駅周辺
- 麗臣社区
- 郵電社区